# Tecnologo della comunicazione
Il tecnologo della comunicazione è una figura professionale inerente all'utilizzo delle nuove tecnologie e dei loro ambiti di applicazione.

## Occupazioni
Il know-how di questa figura professionale può essere esercitato in diversi campi (comunicazione istituzionale e imprenditoriale, formazione, divulgazione scientifica e massmediale) e settori di impiego (istituzioni, imprese, enti di formazione, editoria multimediale, aziende radiotelevisive, software-houses, new media agency, istituti dei beni culturali ed ambientali, teatri ed enti culturali).